# Xã Olive, Quận Noble, Ohio
Xã Olive (tiếng Anh: Olive Township) là một xã thuộc quận Noble, tiểu bang Ohio, Hoa Kỳ. Năm 2010, dân số của xã này là 5.852 người.